# Patrick Baldwin Jr.
Patrick O'Neal Baldwin Jr. (Green Bay, Wisconsin, 18 de noviembre de 2002) es un jugador de baloncesto estadounidense que se encuentra sin equipo. Mide 2,06 metros y juega en la posición de alero o ala-pívot.

## Trayectoria deportiva

### Instituto
Baldwin jugó al baloncesto en el Hamilton High School en Sussex, Wisconsin. En su tercer año promedió 24,3 puntos y 10,8 rebotes por partido, lo que le valió el premio al Jugador del Año de Gatorade en Wisconsin. Participó en 2021 en los prestigiosos McDonald's All-American Game, Nike Hoop Summit y Jordan Brand Classic.

### Universidad
Jugó una temporada con los Panthers de la Universidad de Wisconsin-Milwaukee, en la que promedió 12,1 puntos, 5,8 rebotes y 1,5 asistencias por partido, en una temporada plagaa de lesiones. El 22 de abril de 2022 se declaró elegible para el draft de la NBA, renunciando a su elegibilidad universitaria restante.

#### Estadísticas
| Año     | Equipo    | PJ | PT | MPP  | %TC  | %3P  | %TL  | RPP | APP | ROB | TPP | PPP  |
| ------- | --------- | -- | -- | ---- | ---- | ---- | ---- | --- | --- | --- | --- | ---- |
| 2021–22 | Milwaukee | 11 | 10 | 28.5 | .344 | .266 | .743 | 5.8 | 1.5 | .8  | .8  | 12.1 |

### Profesional
Fue elegido en la vigésimo octava posición del Draft de la NBA de 2022 por los Golden State Warriors. Debutó en la liga el 30 de octubre, en un partido ante Detroit Pistons.
El 6 de julio de 2023, los Warriors le traspasan junto a Jordan Poole, Ryan Rollins y selecciones del draft a los Washington Wizards a cambio de Chris Paul.
El 5 de febrero de 2025 es traspasado, junto Kyle Kuzma a Milwaukee Bucks, a cambio de Khris Middleton y AJ Johnson. Al día siguiente es traspasado a San Antonio Spurs, y cortado poco después por los Spurs.
El 19 de febrero de 2025 firmó con los San Diego Clippers de la NBA G League, y el 1 de marzo, firmó un contrato dual con Los Angeles Clippers.
A finales de julio de 2025 es cortado por los Clippers quedando como agente libre.

## Estadísticas de su carrera en la NBA

### Temporada regular
| Año     | Equipo        | PJ | PT | MPP  | %TC   | %3P   | %TL  | RPP | APP | ROB | TPP | PPP |
| ------- | ------------- | -- | -- | ---- | ----- | ----- | ---- | --- | --- | --- | --- | --- |
| 2022-23 | Golden State  | 31 | 0  | 7.3  | .394  | .381  | .667 | 1.3 | .4  | .2  | .1  | 3.9 |
| 2023-24 | Washington    | 38 | 7  | 13.0 | .381  | .320  | .679 | 3.2 | .8  | .5  | .4  | 4.4 |
| 2024-25 | Washington    | 22 | 0  | 4.6  | .515  | .524  | .500 | 1.0 | .1  | .1  | .1  | 2.1 |
| 2024-25 | L.A. Clippers | 2  | 0  | 3.0  | 1.000 | 1.000 | –    | 1.5 | .5  | .0  | .0  | 3.0 |
| total   | total         | 93 | 7  | 8.9  | .405  | .373  | .658 | 2.0 | .5  | .3  | .2  | 3.7 |

### Playoffs
| Año   | Equipo       | PJ | PT | MPP | %TC  | %3P  | %TL | RPP | APP | ROB | TPP | PPP |
| ----- | ------------ | -- | -- | --- | ---- | ---- | --- | --- | --- | --- | --- | --- |
| 2023  | Golden State | 3  | 0  | 3.8 | .000 | .000 | –   | 1.0 | .3  | .0  | .0  | .0  |
| Total | Total        | 3  | 0  | 3.8 | .000 | .000 | –   | 1.0 | .3  | .0  | .0  | .0  |